# Odontodynerus alberti
Odontodynerus alberti är en stekelart som först beskrevs av Dusmet.  Odontodynerus alberti ingår i släktet Odontodynerus och familjen Eumenidae. Inga underarter finns listade i Catalogue of Life.